# Mathijs Bril

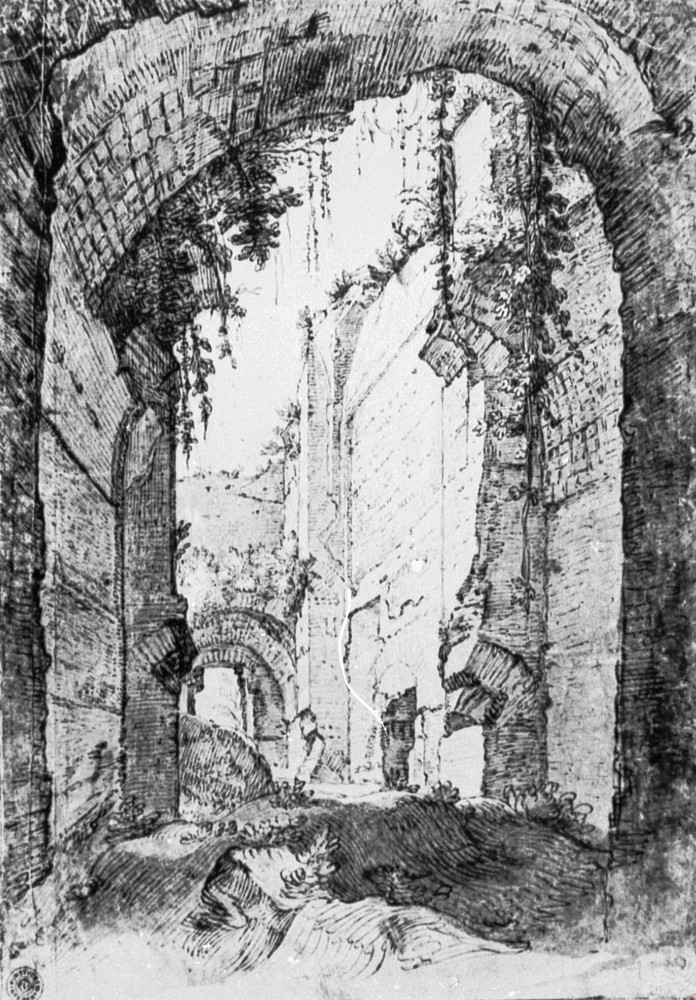
Italienische Ruinen (Zuschreibung)

Mathijs Bril (* um 1547/1550 in Antwerpen oder Breda; † 8. Juni 1583 in Rom) war ein flämischer Landschaftsmaler und Zeichner. Er war Sohn von Mathijs Bril d. Ä. und ein Bruder von Paul Bril.
Mathijs Bril ging früh nach Rom, wo er unter Gregor XIII. mehrere Säle und Galerien des Vatikans mit Bildern von Landschaften und religiösen Prozessionen schmückte. Darunter war die mehrteilige „Translation der Reliquien des Gregor von Nazianz“ in der Loggia Gregoriana des Vatikanischen Palasts – die Figuren in diesen Fresken Brils, die als besonders wichtige Darstellungen der Stadtgestalt Roms im späten 16. Jahrhundert gelten, malte der junge Antonio Tempesta.
Er malte aber auch Schäferstücke und freie Kompositionen in der Art der alten Niederländer. In Dresden befinden sich unter anderem sein Gemälde „Der junge Tobias mit Sara“ und im Louvre die „Parforcejagd auf Damhirsche“.